# Erste Bank Open 2014
Erste Bank Open 2014 — тенісний турнір, що проходив на кортах з твердим покриттям у місті Відень, Австрія з 13 жовтня. Належав до категорії ATP World Tour 250, був турніром серії Vienna Open 2014 року.

## Фінальна частина

### Одиночний розряд
Енді Маррей —  Давид Феррер 5–7, 6–2, 7–5

### Парний розряд
Юрген Мельцер /  Філіпп Пецшнер —  Андре Бегеманн /  Юліан Ноул 7–6(8–6), 4–6, [10–7]